# 12피트
《12피트》(영어: 12 Feet Deep)은 2017년 6월에 개봉한 미국의 공포, 스릴러 영화이다. 맷 에스카다리가 감독과 각본을 맡았으며, 미국은 2017년 6월 20일에 대한민국은 2018년 11월 8일에 개봉되었다.

## 줄거리
너비 50미터, 수심 3.7M!

어느 곳에도 탈출구는 없다!

긴 연휴를 앞둔 하루 전, 수영장을 찾은 ‘브리’.

언니 ‘조나’와 함께 수영장 바닥 아래에서

약혼반지를 찾으려 애쓰는 사이,

그만 수영장 덮개가 닫히고 만다.

모두가 나가고 아무도 없는 수영장.

어둠이 깔리고, 점점 차가워져 가는 물속에서

생존을 향한 두 자매의 필사적인 사투가 시작된다!

## 출연진
- 노라 제인 눈 - 브리 역
- 알렉산드라 파크 - 조나 역
- 다이앤 파 - 클라라 역
- 토빈 벨 - 맥그래디 역
- 도널드 프린스 - 짐머맨 형사 역